# Francis Newton Souza

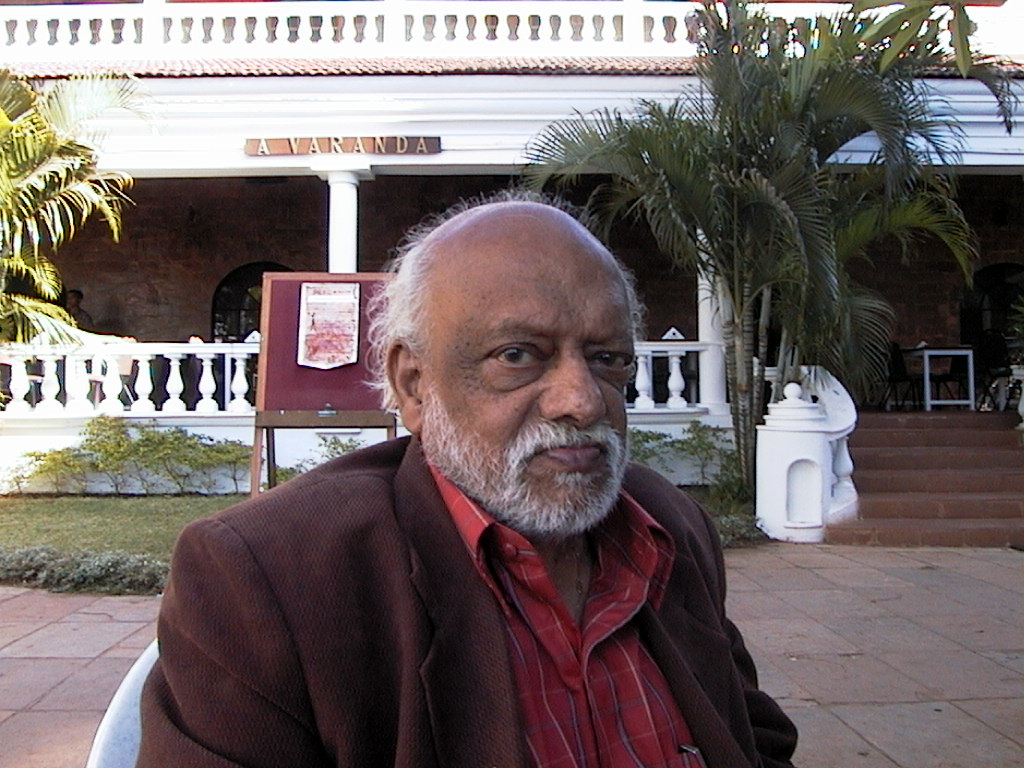
F. N. Souza (2002)

Francis Newton Souza, meist nur F. N. Souza (* 12. April 1924 in Goa; † 28. März 2002 in Mumbai) war ein indischer Künstler. Er gilt als einer der bedeutendsten modernen Künstler seines Landes.

## Leben
Souza war der Sohn einer Schneiderin. Im Jahr 1929 zog die Familie nach Bombay, dem heutigen Mumbai. Nachdem er die Pocken überlebte, fügte seine Mutter ihm den Namen Francis hinzu, in Anlehnung an Franz Xaver, dem katholischen Schutzpatron Goas. Im Jahr 1940 trat er in die Sir Jamsetjee Jeejebhoy School of Art ein, die akademisch in britischer Tradition stand. Er trat der Kommunistischen Partei Indiens bei. Gemeinsam mit Krishnaji Howlaji Ara, Sadanand K. Bakre, Hari Ambadas Gade, Maqbul Fida Husain und Syed Haider Raza gründete er in Bombay die Progressive Artists’ Group (PAG).
Im Jahr 1949 ließ er sich in London nieder, wo er sich als Journalist über Wasser hielt. Im Jahr 1955 wurde sein autobiografischer Aufsatz Nirvana Of A Maggot veröffentlicht, wodurch er über Stephen Spender an Victor Musgrave vermittelt wurde, dem Besitzer der Gallery One. Souzas erste Ausstellung war ausverkauft. Es folgte ein sehr erfolgreiches Jahrzehnt. Mit 40 Jahren heiratete er ein erst 17-jähriges Mädchen, wodurch er in England in die Schlagzeilen geriet.
Souza und seine Frau ließen sich in den Vereinigten Staaten nieder, nachdem er einen Galerievertrag von Schuster in Detroit erhalten hatte. Er hatte bis zu seinem Tod einen Wohnsitz in New York, verbrachte jedoch viel Zeit in Indien.
Souza war mehrmals verheiratet und hatte fünf Kinder.

## Wirken
Souza blieb sich über die Jahre hinweg treu. So stellte er Kruzifixe und Abendmahle dar, die Mutter und das Kind, aber auch erotische Akte, Stillleben und Landschaften. Als besonders eindrucksvolles und zugleich brutales Beispiel kann die im Tate Modern ausgestellte Kreuzigung (1959) gelten. Überzeugend sind seine Christusdarstellungen und die Kraft seiner erotischen Akte. Laut Souza ist der ganze Sinn des Lebens das Leben selbst und alles geschieht nach der Absicht der Natur.

## Auszeichnungen
- Erster Preis der Ausstellung der Bombay Art Society (1947)